# Vellozia tomeana
Vellozia tomeana är en enhjärtbladig växtart som beskrevs av Lyman Bradford Smith och Edward Solomon Ayensu. Vellozia tomeana ingår i släktet Vellozia och familjen Velloziaceae. Inga underarter finns listade.